# Jordan Brown
Jordan Brown (Antrim, 9 de octubre de 1987) es un jugador de snooker norirlandés.

## Biografía
Nació en la localidad norirlandesa de Antrim en 1987. Es jugador profesional de snooker desde 2009. Se ha proclamado campeón de un único torneo de ranking, el Abierto de Gales de 2021, en cuya final derrotó a Ronnie O'Sullivan con un marcador de 9-8. No ha logrado, hasta la fecha, hilar ninguna tacada máxima, y la más alta de su carrera está en 140.